# Dan Ariely
Dan Ariely (n. Nueva York, Estados Unidos; 29 de abril de 1968) es un catedrático de psicología y economía conductual nacido en Estados Unidos y criado en Israel. Enseña en la universidad de Duke y es el fundador del centro de la retrospectiva avanzada. Ganador del Premio Ig Nobel de Medicina en 2008, por demostrar que los placebos caros son más efectivos que los placebos baratos.

## Biografía
Ariely nació en Nueva York mientras su padre estaba estudiando un máster en administración de negocios en la Universidad de Columbia. A los 3 años regresaron a Israel. Creció en Ramat Gan y Ramat Hasharon. Durante su último año de instituto, estuvo en el Hanoar Haoved Vehalomed, un movimiento juvenil sionista-socialista de Israel, y mientras preparaba «signos de fuego», una ceremonia característica de los movimientos juveniles israelíes, sufrió un accidente con una bengala de magnesio que le provocó quemaduras de tercer grado en el 70% de su cuerpo, con la que abre su primer libro, al provocar su curiosidad por cómo vemos la realidad y cómo es de verdad, por ejemplo, ¿son mejores las curas largas y dolorosas o las curas rápidas y extremadamente dolorosas? Las enfermeras optaban por ser rápidas pero él prefería que fueran lentas, con un dolor no tan agudo. Razona que las enfermeras sufren, y que con unas curas rápidas sufren menos que causando dolor al paciente durante las curas lentas. Por supuesto que las enfermeras quieren lo mejor para el paciente, pero terminan haciendo lo contrario.
Ariely era profesor de física y matemáticas en la Universidad de Tel Aviv, pero fue trasladado a filosofía y psicología cuando comenzó a tener problemas para escribir, debido a que era un esfuerzo físico demasiado elevado. Sin embargo, en su último año, se dedicó exclusivamente a la psicología y recibió el doctorado. También posee un doctorado y un máster en psicología cognitiva de la Universidad de Carolina del Norte y un doctorado en Negocios en la Universidad de Duke
Tras obtener sus doctorados trabajó en el Instituto Tecnológico de Massachusetts de 1998 a 2008. Posteriormente, volvió a Duke como profesor de psicología del comportamiento económico. Además de sus escritos académicos ha publicado dos famosos libros «Las trampas del deseo» y «Las ventajas del deseo».
Ariely está casado y tiene dos hijos.

## Trabajo

### Sentido de la moralidad
Ariely sostiene que el sentido de moralidad está asociado al grado de engaño con el que una persona se siente cómoda. Afirma, a su vez, que la conducta está motivada por dos motivaciones opuestas y en conflicto, querer considerarse una persona honesta u honorable y querer sacar provecho del engaño.
A partir de estudios experimentales concluye que las personas tienden a ser más deshonestas en presencia de objetos no monetarios que ante dinero de verdad.

### Relación entre incentivos y trabajo
Para Ariely usar dinero para motivar a las personas es un "arma de doble filo", afirma que los incentivos bajos o moderados pueden ser útiles en el caso de tareas que requieren capacidad cognitiva, pero cuando el incentivo es muy elevado, puede desviar la mayor parte de la atención y, por lo tanto, distraer la mente de la persona con fantasías sobre la recompensa.

## Polémica
En 2006, Ariely, en ese momento profesor del MIT Media Lab, realizó experimentos que incluían descargas eléctricas sin la aprobación ética requerida y por esto fue expulsado de MIT Media Lab.
En 2010, Ariely le dijo a NPR en una entrevista que los datos de Delta Dental, un proveedor de seguros, mostraban que los dentistas con frecuencia (con una probabilidad de "alrededor del 50 por ciento") diagnosticaban mal las caries al analizar las radiografías, y especulaban que esto podría suceder para que los dentistas podrían cobrar más dinero. Un portavoz de Delta Dental declaró más tarde que no recopilan datos que puedan respaldar tal conclusión.
En noviembre de 2022, un programa de investigación de televisión Hamakor (Canal 13) emitió un episodio cuestionando una serie de estudios de Ariely que no eran reproducibles o sobre los que existen dudas significativas sobre su fiabilidad: la forma en que se llevaron a cabo, los datos que se recopilaron o si se llevaron a cabo en absoluto. Por ejemplo, Ariely afirmó que los datos de su estudio "Diez mandamientos" (Amir, Mazar y Ariely, 2008) se recopilaron en 2004-5 en UCLA con la ayuda de la profesora Aimee Drolet Rossi. Sin embargo, Drolet Rossi afirma que no recuerda que ella o sus asistentes de investigación realizaron el estudio tal como lo describieron los autores y, posteriormente, publicó sus intercambios de correos electrónicos de 2021 sobre el tema. También afirmó en el intercambio de correos electrónicos que el estudio descrito en el documento no podría haberlo realizado ni ella ni sus colegas de UCLA porque el protocolo descrito en el estudio no era consistente con los métodos de recopilación de datos utilizados en UCLA por Drolet Rossi y sus colegas de UCLA en aquel entonces.

## Publicaciones
Libros
- Ariely, Dan (2008), Predictably Irrational: The Hidden Forces That Shape Our Decisions, HarperCollins, pp. 304, ISBN 9780061353239.
- Ariely, Dan (2010), The Upside of Irrationality: The Unexpected Benefits of Defying Logic at Work and at Home, HarperCollins, p. 352, ISBN 9780061995033.

Artículos
- Ariely, Dan; Zauberman, Gal (2000), «On the making of an experience: The effects of breaking and combining experiences on their overall evaluation», Journal of Behavioral Decision Making 13 (2): 219-232, doi:10.1002/(SICI)1099-0771(200004/06)13:2<219::AID-BDM331>3.0.CO;2-P.
- Combining experiences over time: the effects of duration, intensity changes and on-line measurements on retrospective pain evaluations
- Coherent Arbitrariness: Stable demand curves without stable preferences
- Ariely, Dan (2000), «Controlling information flow: Effects on consumers' decision making and preference», Journal of Consumer Research 27 (2): 233-248, doi:10.1086/314322.
- Ariely, Dan; Wertenbroch, Klaus (2002), «Procrastination, Deadlines, and Performance: Self-Control by Precommitment», Psychological Science 13 (3): 219-224, PMID 12009041, doi:10.1111/1467-9280.00441.
- Heyman, James; Ariely, Dan (2004), «Effort for Payment: A Tale of Two markets», Psychological Science 15 (11): 787-793(7), PMID 15482452, doi:10.1111/j.0956-7976.2004.00757.x.
- Tom Sawyer and the Construction of Value
- Placebo Effects of Marketing Actions: Consumers May Get What They Pay For
- Dishonesty in Everyday Life and Its Policy Implications
- Try it, you'll like it: The influence of expectation, consumption, and revelation on preferences for beer